# Sant'Angelo dei Lombardi
Sant'Angelo dei Lombardi là một đô thị (commune) thuộc tỉnh Avellino trong vùng Campania của Ý. Sant'Angelo Angelo dei Lombardi có diện tích 59 km2, dân số là 4472 người (thời điểm tháng 2 năm 2007). Trên đỉnh đồi gần sông Fredano, thị trấn này có tòa đại giáo đường và một lâu đài Lombard. Các đô thị giáp ranh gồm Guardia Lombardi, Lioni, Morra De Sanctis, Nusco, Rocca San Felice, Torella dei Lombardi và Villamaina.